# Giovambattista Casotti
Giovambattista Casotti (né le 21 octobre 1669 à Prato, dans le grand-duché de Toscane  et mort le 6 juillet 1737 à Impruneta) est un ecclésiastique et un historien italien des XVIIe et XVIIIe siècles.

## Biographie
Giovambattista Casotti naît à Prato en Toscane, le 21 octobre 1669. Il fait ses études à Florence, et y donne dès sa jeunesse une telle opinion de ses connaissances et de ses talents qu’il est envoyé à Paris avec le titre de secrétaire de la cour de Toscane auprès du baron Ricasoli, qui y résidait alors en qualité de ministre du grand-duc. Il y devient l’ami de plusieurs gens de lettres distingués, et surtout des deux qui cultivaient le plus particulièrement la langue italienne, Ménage et Régnier-Desmarais. 
De retour à Florence, ayant été ordonné prêtre, il est fait recteur du collège ou de l’académie des nobles, et professe la philosophie morale et la géographie, puis l’histoire profane et sacrée dans l’université de Florence. C'est alors qu’il est choisi pour donner des leçons d’histoire au prince-électeur de Saxe, Frédéric-Auguste, qui devint plus tard électeur de Saxe et roi de Pologne. Il accompagne ce prince à Venise, à Turin et dans d’autres villes d’Italie. L’électeur reconnaissant lui confére dans la suite le titre de comte.
Le grand-duc de Toscane, Cosme III de Médicis, avait pour lui une estime particulière. Giovambattista Casotti obtient, vers l'an 1720, un canonicat à Prato, sa patrie, et, en 1726, la cure de l’ancienne église de Ste-Marie dell’impruneta dans l’évêché de Florence. Il avait publié en 1714, sur cette cure, des mémoires historiques écrits en italien, et remplis de recherches curieuses relatives à l’histoire du Moyen Âge, dans laquelle il était très instruit. 
Giovambattista Casotti meurt le 6 juillet 1737 et légue ses biens et ses livres à la Cathédrale de Prato.

## Œuvres
- Notizie storiche intorno alla vita e alla nuova edizione delle opere di monsignore Giovanni della Casa, imprimé dans le 1er volume de ses œuvres, Florence, 1707, in-4° ;
- Vita di Benedetto Buonmattei, Florence, 1714, in-4 ;
- Della Fondazione del regio monastero di S. Francesco delli Scarioni di Napoli, Florence, 1722 ;
- Pratenses olim præpositi nunc episcopi, etc.

Les ouvrages de Casotti sont remplis d’érudition ; mais comme il arrive souvent aux érudits, il la rend fatigante par la surabondance même et par le défaut d’ordre, de goût et de sobriété.